# Blue Archive
Blue Archive (em japonês:  ブルーアーカイブ; em coreano:  블루 아카이브; em chinês:  蔚蓝档案) é um jogo de RPG sul- coreano desenvolvido pela Nexon Games (anteriormente NAT Games), uma subsidiária da Nexon. Foi lançado em 2021 para Android e iOS, primeiro no Japão pela Yostar e mundialmente no final daquele ano pela Nexon. O jogo é gratuito com a mecânica de jogo gacha como meio de obter novos personagens. Uma adaptação de série de anime para televisão intitulada Blue Archive The Animation foi anunciada.
O jogador e protagonista é um Sensei que foi convocado à cidade acadêmica de Kivotos pelo presidente do Conselho Geral de Estudantes, comitê extrajudicial que governa as escolas. Após seu súbito desaparecimento, a atividade criminosa aumenta em torno de Kivotos e o jogador é encarregado pelos demais membros do conselho de resolver os problemas e ajudar na busca pelo presidente.

## Jogabilidade
Blue Archive é um RPG tático que permite ao jogador formar e mobilizar unidades de até seis membros (dois "Especiais" e quatro "Atacantes") para participar de diversas campanhas militares. Os pontos fortes dos alunos podem ser melhorados de várias maneiras, tais como aumentando os seus níveis, armas, armaduras e habilidades. Mais estudantes podem ser recrutados através do sistema gacha usando a moeda do jogo, que pode ser adquirida através de compras no aplicativo.
As unidades são mobilizadas em um mapa hexadecimal baseado em turnos e a batalha inicia quando interagem com um inimigo ou vice-versa. Em combate, os Strikers marcham em linha reta e ocasionalmente encontram grupos de inimigos. Os atacantes disparam ataques automáticos e podem se esconder atrás de objetos para diminuir suas chances de serem atingidos. Os Especiais não se envolvem em combate direto, mas aumentam as estatísticas dos Atacantes e os apoiam na retaguarda. O jogador geralmente não tem controle sobre as batalhas, com exceção do uso das habilidades dos alunos que custam uma moeda regenerável para serem usadas. Alunos e inimigos têm ataques e defesas baseados em pedra, papel e tesoura, que determinam seus pontos fortes e fracos. Os alunos são resgatados por um helicóptero e não podem participar de batalhas posteriores se perderem toda a saúde.

## Desenvolvimento
Yostar anunciou o jogo para celular e realizou testes beta fechados para a versão Android em julho de 2020. Inicialmente programado para ser lançado em 2020, foi posteriormente transferido para 4 de fevereiro de 2021.
Uma versão mundial do jogo foi anunciada em agosto de 2021, ultrapassando um milhão de pré-registros antes de seu lançamento. A versão, que inclui suporte aos idiomas inglês, coreano, chinês tradicional e tailandês, foi lançada em 8 de novembro do mesmo ano pela Nexon.
Em 11 de novembro de 2022, a Nexon atualizou as classificações da versão mundial do jogo para "Maduro" da classificação original "Adolescente", enquanto lançou uma versão separada do jogo com classificação "Adolescente", especialmente devido a seus problemas de classificação em Coréia. A versão de classificação "Adolescente" apresenta algumas alterações de conteúdo em comparação com a versão original.
Uma versão em chinês simplificado do jogo para lançamento na China foi revelada em obras em março de 2023, quando a autoridade chinesa divulgou um comunicado sobre a passagem dos jogos para serem disputados no país. O site do jogo posteriormente foi ao ar junto com a primeira prévia em 31 de março de 2023, com os pré-registros abertos no mesmo dia. Um teste beta fechado é feito entre junho e julho de 2023 e, em 3 de agosto de 2023, o jogo finalmente foi lançado na China como um beta aberto. A versão chinesa é publicada pela Yostar.
Em outubro de 2023, a Nexon anunciou que a versão Global estaria disponível na Galaxy Store para telefones Samsung. Esta versão foi lançada em 31 de outubro.